# U-Bahnhof Steinsche Gasse
Der U-Bahnhof Steinsche Gasse ist ein Tunnelbahnhof der Stadtbahn in der Duisburger Innenstadt. Er gehört zum Netz der Stadtbahn Duisburg.

## Lage und Ausgestaltung
Bei der Steinschen Gasse handelt es sich um eine Hauptverkehrsstraße an der Grenze zwischen dem Dellviertel und der Altstadt. Die Zugänge zum U-Bahnhof liegen am Rand dieser Straße und sind jeweils nur wenige hundert Meter von der Königsgalerie Duisburg, vom kulturellen Zentrum rund um den Dellplatz und dem Rathaus der Stadt entfernt. Etwa einen halben Kilometer nordwestlich befindet sich der Duisburger Innenhafen.
Bereits 1980 und damit zwölf Jahre vor der Eröffnung der Station wurde durch den zuständigen Projektausschuss im Stadtrat deren künstlerische Ausgestaltung beschlossen, dieses Konzept wurde auch auf sechs weitere U-Bahn-Stationen angewandt. An der Steinschen Gasse ist das in Form einer farblichen Gestaltung der kleinformatigen Wandkacheln umgesetzt; dabei ist Weiß die dominierende Farbe. Die verantwortlichen Künstler waren Gunnar und Walter Volkmann.
Der vorhandene Mittelbahnsteig ist wegen der Nutzung sowohl durch hochflurige Stadtbahnfahrzeuge als auch durch Straßenbahnfahrzeuge mit niederflurigen Einstiegen in einen hochflurigen Teil ungefähr auf den in Fahrtrichtung gesehen vorderen zwei Dritteln und einen niederflurigen Teil im hinteren Drittel aufgeteilt.
Der Bahnhof ist die einzige unterirdische Station der Stadtbahn Duisburg, die nicht barrierefrei ist, da sie aufgrund ihrer Lage direkt unter der namensgebenden Verkehrsachse „Steinsche Gasse“ über keinen Aufzug verfügt. Der Einbau eines Aufzugs ist, auch im Hinblick auf die zukünftig vorgeschriebene Barrierefreiheit im öffentlichen Nahverkehr, in den nächsten Jahren vorgesehen.
Zudem hatte der Bahnhof eine öffentliche Toilette in der Verteilerebene „Friedrich-Wilhelm-Platz“, die allerdings inzwischen geschlossen wurde.

## Geschichte
Der U-Bahnhof entstand in Zusammenhang mit der Untertunnelung der Duisburger Innenstadt. Die Idee zur unterirdischen Streckenführung der Stadtbahn kam in den 1960er Jahren auf, sollte die Attraktivität der Stadtmitte steigern und zudem den Standard von einer Stadt dieser Größe erfüllen. 1974 begann der Bau der Strecke, der bis zur Fertigstellung Gesamtkosten von rund einer Milliarde D-Mark verursachte. Am 11. Juli 1992 wurde die U-Bahn-Strecke gemeinsam mit den zugehörigen Bahnhöfen eingeweiht.

## Galerie

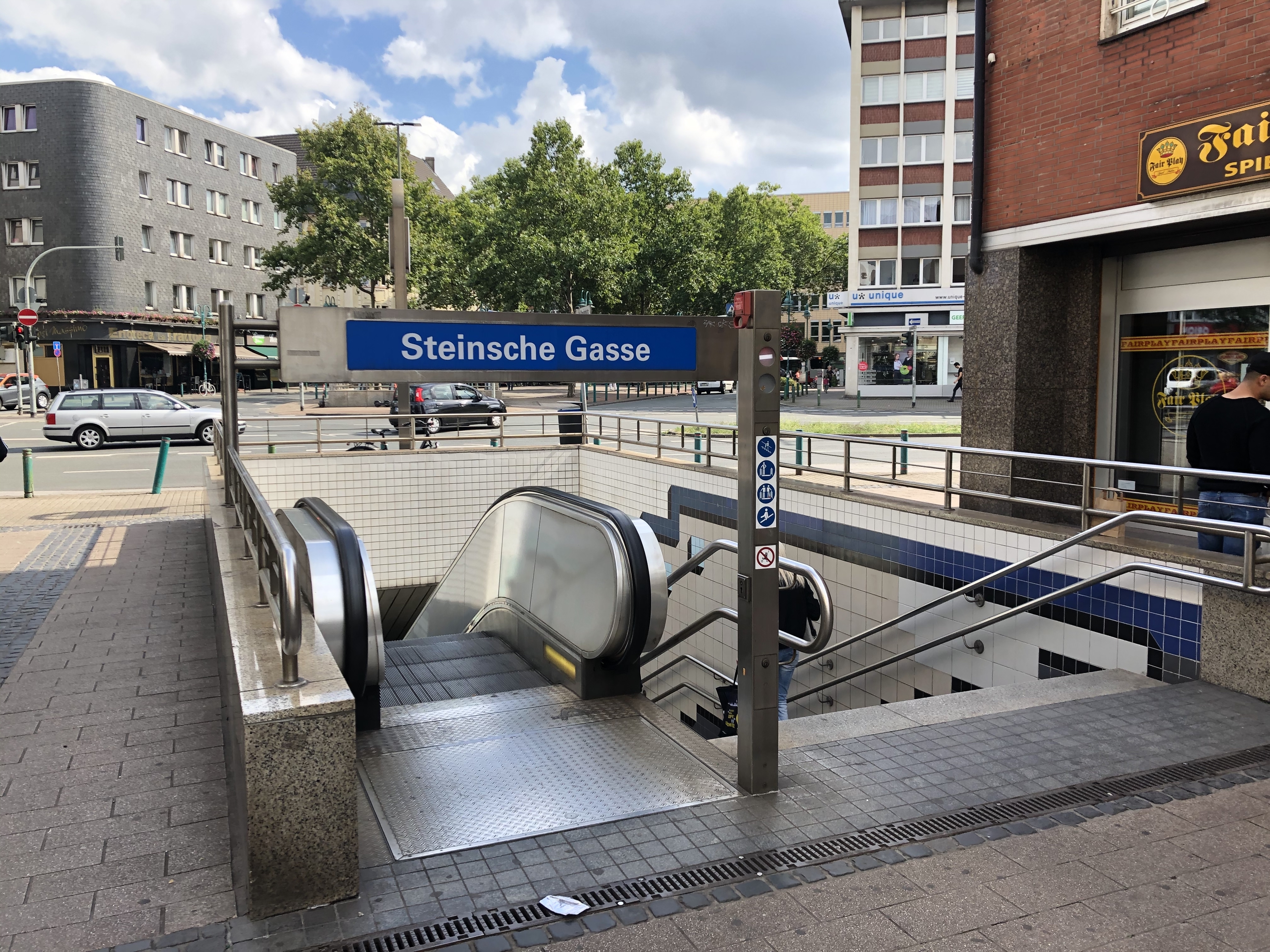
Zugang Kasinostraße
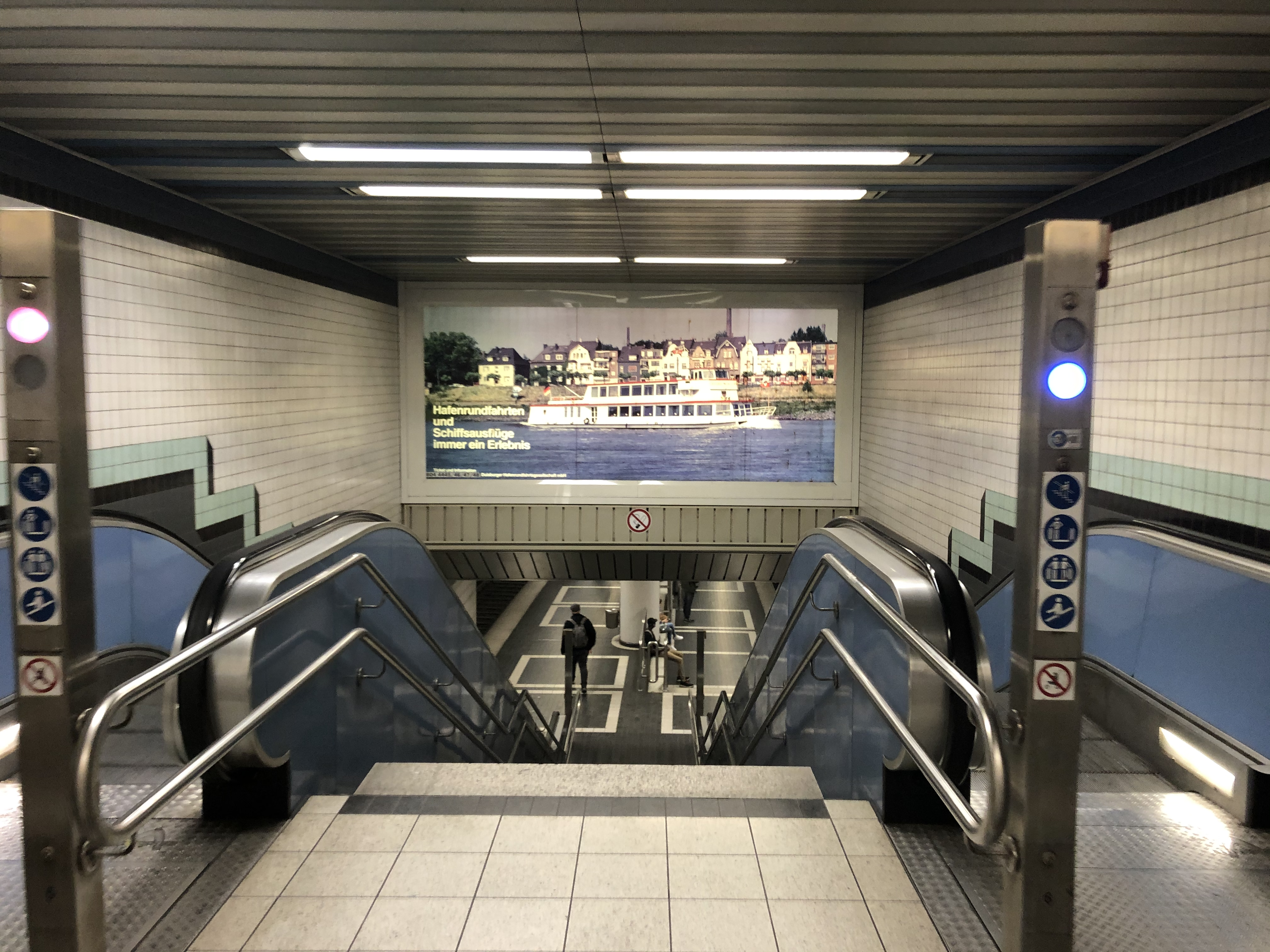
Westlicher Abgang zur Bahnsteigebene
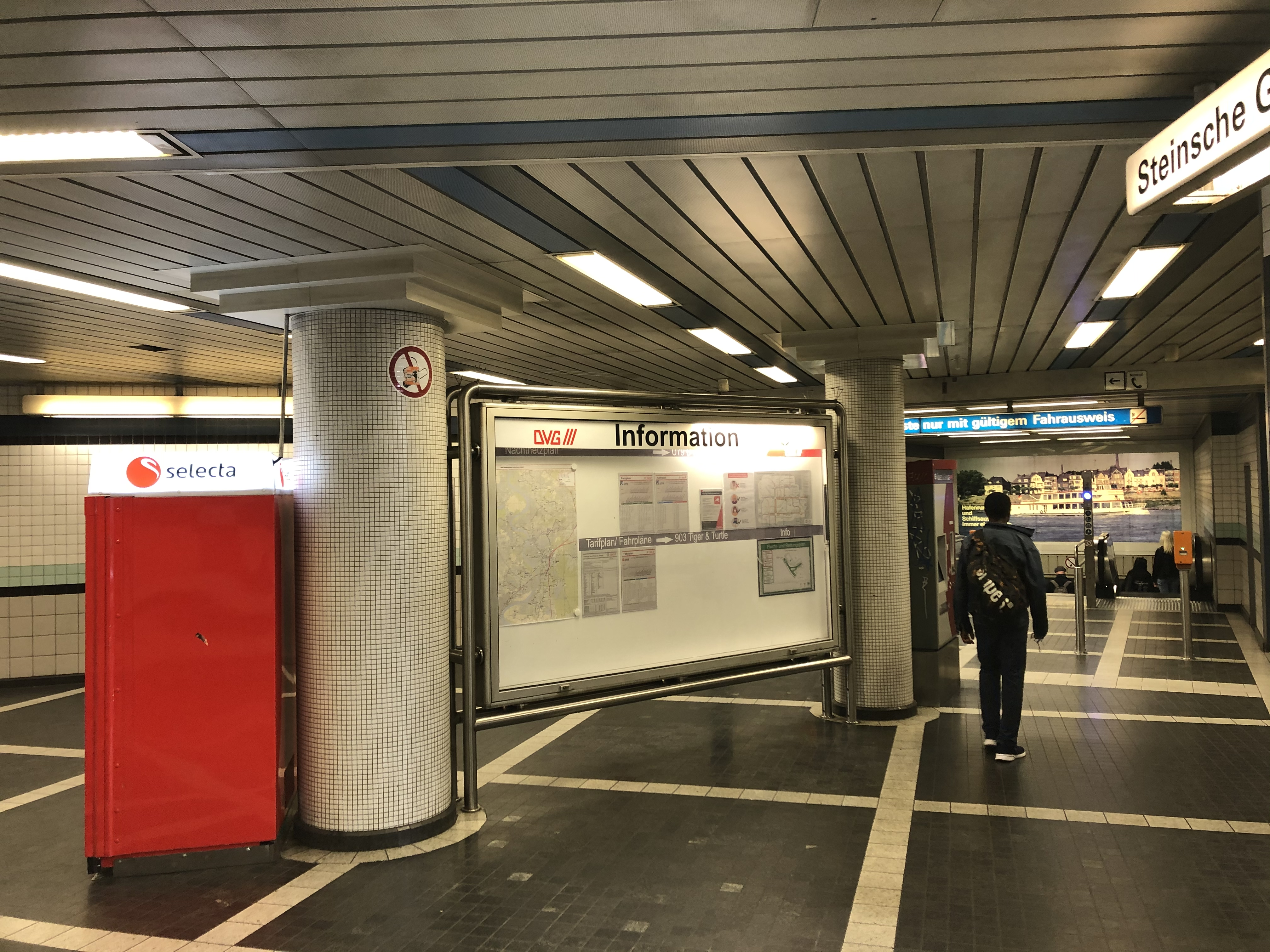
Westliche Verteilerebene
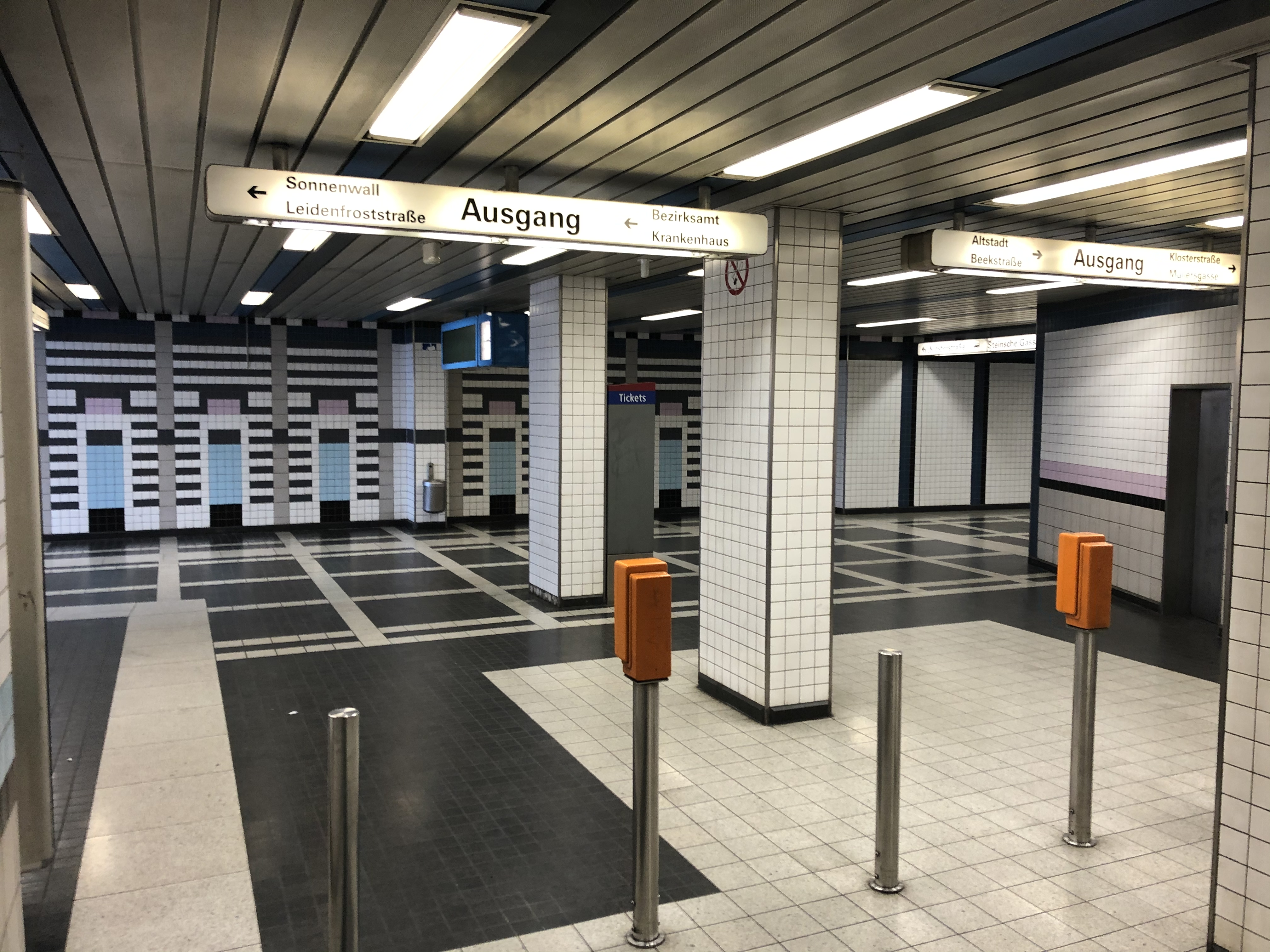
Östliche Verteilerebene

## Linien
| Linie | Linienverlauf | Takt                                      |
| ----- | --- | ----------------------------------------- |
| U 79  | ( U DU-Meiderich Bf 1 – U Auf dem Damm – ) U Duissern2 – U Duisburg Hbf – U König-Heinrich-Platz – U Steinsche Gasse – Platanenhof – Musfeldstraße – Kremerstraße – Karl-Jarres-Straße – Grunewald – Grunewald Betriebshof – Kulturstraße – Im Schlenk – Waldfriedhof – Münchener Straße – Sittardsberg – Mühlenkamp – St. Anna Krankenhaus – Angerbogen (nie in Betrieb genommen) – DU-Kesselsberg3 – D-Froschenteich – Wittlaer4 – Am Mühlenacker – Kalkumer Schlossallee – Klemensplatz – Kittelbachstraße – Alte Landstraße – Lohausen – Freiligrathplatz – Messe Ost/Stockumer Kirchstraße – Nordpark/Aquazoo – Reeser Platz – Theodor-Heuss-Brücke – Golzheimer Platz – Kennedydamm – U Victoriaplatz/Klever Straße – U Nordstraße – U Heinrich-Heine-Allee – U Steinstraße/Königsallee – U Oststraße – U Düsseldorf Hbf 5 (– U Oberbilker Markt/Warschauer Straße – U Ellerstraße – U D-Oberbilk – Kaiserslauterner Straße – Provinzialplatz – Werstener Dorfstraße – Südpark – D-Universität Ost/Botanischer Garten6 ) Hochflurbetrieb der Rheinbahn und DVG; ehemalige D-Bahn; Abschnitt 4–5 gehört zum ; in den Schulferien gilt ein besonderer Fahrplan. 15-Minuten-Takt auch im Abschnitt 2–6 Sa 5–19 Uhr und im Abschnitt 4–5 Mo–Fr 21–0 Uhr (ab 29.08.2018, davor 20–0 Uhr), Sa 20–0 Uhr und So 5–0 Uhr 30-Minuten-Takt im Abschnitt 2–6 Mo–Fr 19–22 Uhr und Sa 7–20 Uhr und im Abschnitt 1–2 Sa 9–18 Uhr und So 12–19 Uhr | 15 min (1–3) 10/20 min (3–4) 10 min (4–6) |
| 903   | Dinslaken Bf1 – Watereck2 – Walsum Rathaus – Fahrn Schwan – Marxloh Pollmann – Hamborn Rathaus – Landschaftspark Nord – Meiderich Bf – Auf dem Damm – Duissern – Duisburg Hbf – König-Heinrich-Platz – Steinsche Gasse – Pauluskirche – Hochfeld Süd Bf – Rheintörchenstraße3 – Wanheim-Angerhausen – Hüttenheim4 | 15 min (1-4) 7,5 min (2-3)                |

An der oberirdischen Bushaltestelle Friedrich-Wilhelm-Platz, die sich unmittelbar neben dem Ausgang des U-Bahnhofs befindet, kann zu folgenden Omnibuslinien umgestiegen werden:
| Linie   | Verlauf |                           |
| ------- | --- | ------------------------- |
| SB 10   | Duisburg Hbf Osteingang1 – Duisburg Hbf – Friedrich-Wilhelm-Platz – Neukirchen-Vluyn2 – Kamp-Lintfort Neues Rathaus Ab 17 Uhr (Abfahrt Duisburg) fährt verkehrt die Linie nur noch zwischen 1 & 2. | 60 min                    |
| SB 30   | Duisburg Hbf Osteingang1 – Duisburg Hbf – Friedrich-Wilhelm-Platz – Moers Königlicher Hof – Kamp-Lintfort Neues Rathaus2 – Geldern Bf3 | 30 min (1-2) 60 min (1-3) |
| 926     | Homberg Birkenstraße – Hochheide Markt – Essenberg Brücke – Friedrich-Wilhelm-Platz – Innenstadt – Duisburg Hbf – Duisburg Hbf Osteingang – Neudorf – Universität Nord |                           |
| 928     | Winkelhausen Bruchstraße – Asterlagen – Essenberg Brücke – Friedrich-Wilhelm-Platz – Innenstadt – Duisburg Hbf – Duisburg Hbf Osteingang – Neudorf – Sportpark – Wedau Bf – Bissingheim Dorfplatz |                           |
| 929     | (Venlo Station – … –) Moers Königlicher Hof – Moers Bf – DU-Hochheide Markt – Ruhrort Friedrichsplatz – Kaßlerfeld – Friedrich-Wilhelm-Platz – Innenstadt – Duisburg Hbf – Duisburg Hbf Osteingang |                           |
| 930/931 | Linie 930 verkehrt gegen und die Linie 931 verkehrt im Uhrzeigersinn: Ruhrau – Schnabelhuck – Duissern U-Bf – Duisburg Hbf Osteingang – Duisburg Hbf – Friedrich-Wilhelm-Platz – Hochfeld Pauluskirche – Dellviertel – Grunewald – Schlenk – MSV-Arena – Neudorf – Botanischer Garten – Schnabelhuck – Ruhrau |                           |
| NE1     | Duisburg Hbf Osteigang – Duisburg Hbf → Friedrich-Wilhelm-Platz – Kaßlerfeld – Ruhrort Verteilerkreis – Ruhrort Bf – Beeck Denkmal – Marxloh Pollmann – Röttgersbach – Neumühl Hohenzollernplatz | 60 min                    |
| NE5     | Duisburg Hbf Osteingang – Duisburg Hbf – Innenstadt – Friedrich-Wilhelm-Platz – Holzhafen – Innenhafen – Kaßlerfeld – Ruhrort Friedrichsplatz – Homberg Bismarckplatz – Hochheide Markt | 60 min                    |
| NE6     | Duisburg Hbf Osteingang – Duisburg Hbf – Innenstadt – Neudorf – Grunewald – Huckingen Sittardsberg – Hochfeld Süd Bf – Wanheim-Angerhausen – Hüttenheim (Duisburg) | 60 min                    |